# Искитела
Искитела (итал. Ischitella) је насеље у Италији у округу Фођа, региону Апулија.
Према процени из 2011. у насељу је живело 3531 становника. Насеље се налази на надморској висини од 326 м.

## Становништво
| 1931. | 1936. | 1951. | 1961. | 1971. | 1981. | 1991. | 2001. | 2011. |
| ----- | ----- | ----- | ----- | ----- | ----- | ----- | ----- | ----- |
| 5.019 | 5.273 | 5.840 | 5.391 | 4.759 | 4.542 | 4.249 | 4.562 | 4.316 |